# 宇田国栄
宇田 国栄（宇田國榮、うだ くにえ、1903年（明治36年）3月1日 - 1988年（昭和63年）8月4日）は、日本の政治家。衆議院議員（5期）。派閥は藤山派を経て、福田派。

## 経歴
鹿児島県日置郡東市来村（東市来町を経て現日置市）生まれ。同郷で政界の大物だった床次竹二郎に憧れ床次の秘書として薫陶を受けた後に岸信介秘書へと転じる。1943年に東郷茂徳の要請を受け、大日本興亜同盟の代表使節として満州、北支、中支、南支、海南島を訪れ、汪兆銘とアジアの発展へ向けて協力するための会談を行った。
1946年の第22回衆議院議員総選挙鹿児島1区に日本農本党から出馬し初当選。その後、第23回から第27回まで5回の衆議院議員総選挙に出馬するが落選。この間、1948年に政治資金に関する問題で衆議院不当財産取引調査特別委員会に証人喚問された。1958年の第28回衆議院議員総選挙で自由民主党から出馬し、12年ぶりに国政に返り咲く。1960年の第1次池田内閣で農林政務次官就任。1962年の第2次池田第2次改造内閣で行政管理政務次官就任。この間、戦前に岸が主宰していた東亜国政研究会の業務を引き継ぐ形で1953年に新政研究会を設立し理事長に就任している。1953年12月14日に、国家共済会館にて保守政治家124名らの賛同を得て保守合同推進大会を開催した。1963年の第30回衆議院議員総選挙で落選。
1969年の第32回衆議院議員総選挙で再び返り咲く。1973年秋の叙勲で勲二等旭日重光章受章。1976年の第34回衆議院議員総選挙で落選し、更にこのときの公職選挙法違反で起訴され1978年11月に懲役1年6月執行猶予5年の判決を受ける。これに責任を感じた宇田は、受章していた勲二等旭日重光章を返上した。1984年4月21日、中曽根康弘と会談し、「日米同盟は日本外交のベースだが、冷戦下で米ソ和解の道が開ければ、日本は国際的により良い環境になる。米ソ和解に向けて、ロン・ヤスの関係で打開できないか」と提言した。
1987年2月に自由民主党同志会長となるが、翌年8月4日に死去。葬儀委員長は福田赳夫。

## その他
- 堤康次郎が島津忠重邸を買い取った際に、当時、商工大臣だった岸の秘書官である宇田が、堤も柔道を嗜んでいるそうだがそれなら三船久蔵十段の道場として邸宅を供してみてはと提案し、堤が三船に柔道の道場として島津邸を提供したという[3]。